# 梦幻之星Nova
《梦幻之星Nova》是tri-Ace开发的动作角色扮演游戏，为梦幻之星系列作品之一。游戏于2014年11月在日本推出。中文版定于2015年3月发行，为系列首款中文化作品。

## 评价
《Fami通》为游戏打出36/40。实体版首周销量10.7万套，为当周日本软件销量榜亚军。